# Pförring
Pförring – gmina targowa w Niemczech, w kraju związkowym Bawaria, w rejencji Górna Bawaria, w regionie Ingolstadt, w powiecie Eichstätt, siedziba wspólnoty administracyjnej Pförring. Leży na obrzeżach Jury Frankońskiej, nad Dunajem, około 36 km na wschód od Eichstätt, przy drodze B299.

## Dzielnice
W skład gminy wchodzą następujące dzielnice: Ettling, Forchheim, Gaden bei Pförring, Lobsing, Pförring, Wackerstein, Dötting, Feuchtmühle, Giesenau, Pirkenbrunn, Wackerstein, Waidach i Würzmühle.

## Demografia
| Rok  | Liczba mieszk. |
| ---- | -------------- |
| 1970 | 2 881          |
| 1987 | 2 766          |
| 2000 | 3 383          |
| 2005 | 3 494          |

### Struktura wiekowa
Dane o ludności z 31 grudnia 2008:
| Opis                                | Ogółem | Ogółem | Kobiety | Kobiety | Mężczyźni | Mężczyźni |
| ----------------------------------- | ------ | ------ | ------- | ------- | --------- | --------- |
| Jednostka                           | osób   | %      | osób    | %       | osób      | %         |
| Populacja                           | 3547   | 100    | 1739    | 49,03   | 1808      | 50,97     |
| Wiek przedprodukcyjny (0–17 lat)    | 731    | 20,61  | 355     | 10,01   | 376       | 10,6      |
| Wiek produkcyjny (18–65 lat)        | 2172   | 61,23  | 1014    | 28,59   | 1158      | 32,65     |
| Wiek poprodukcyjny (powyżej 65 lat) | 644    | 18,16  | 370     | 10,43   | 274       | 7,72      |

## Polityka
Wójtem gminy jest Bernhard Sammiller, rada gminy składa się z 16 osób.
|      | CSU | SPD | UW | CUM | FW | Razem |
| 2008 | 8   | 2   | 3  | 2   | 1  | 16    |
| 2002 | 8   | 2   | 3  | 2   | 1  | 16    |

## Oświata
W gminie znajduje się przedszkole (130 miejsc) oraz szkoła (32 nauczycieli, 347 uczniów w 17 klasach).